# Haminoea maugeansis
Haminoea maugeansis is een slakkensoort uit de familie van de Haminoeidae. De wetenschappelijke naam van de soort is voor het eerst geldig gepubliceerd in 1966 door Burn.